# Sénac
Sénac ist eine französische Gemeinde mit 291 Einwohnern (Stand 1. Januar 2022) im Département Hautes-Pyrénées in der Region Okzitanien. Sie gehört zum Kanton Val d’Adour-Rustan-Madiranais und zum Arrondissement Tarbes. 

## Lage
Sie ist umgeben von folgenden Nachbargemeinden:
| Mingot     | Montégut-Arros (Département Gers)           |                       |
| Lacassagne | Kompassrose, die auf Nachbargemeinden zeigt | Saint-Sever-de-Rustan |
| Lescurry   | Mansan                                      |                       |

## Bevölkerungsentwicklung
| Jahr                      | 1962 | 1968 | 1975 | 1982 | 1990 | 1999 | 2008 | 2016 |
| ------------------------- | ---- | ---- | ---- | ---- | ---- | ---- | ---- | ---- |
| Einwohner                 | 178  | 165  | 158  | 171  | 205  | 215  | 246  | 299  |
| Quelle: Cassini und INSEE |      |      |      |      |      |      |      |      |